# تکیه‌کلام
تکیه کلام یا ویژه سخن واژه‌ای است که در اثر تکرار تبدیل می‌شود به اسم یا نشان گروه یا جنبش به خصوصی. بعضی کسان به هنگام گفتگو کلمه ای را که در بیان موضوع اثری ندارد، مکرر بیان کنند و چنین کلمات را تکیه کلام آنان نامند. این تکیه کلام گاهی مبهمات است؛ مانند بسیار، بهمان، چه چیز و ذلک و مانند آن و گاهی ترکیبی یا جمله ای است که معنی اصلی آن مقصود گوینده نیست. گویند تکیه کلام فلان کس «چیز» است یعنی فلان در گفتار خود بی‌اراده و نظر به معنی خاصی کلمهٔ «چیز» را به کرات به کار برد. پس گویش تیکه کلام اشتباه است و فردی که تیکه کلام را جمله ی اصلی میداند گویی اشتباه می‌کند و کلمه صحیح آن تکیه کلام است. 